# Marie Josephine de Savoia
Prințesa Marie Josephine de Savoia (2 septembrie 1753 – 13 noiembrie 1810) a fost soția regelui Ludovic al XVIII-lea al Franței. Prin naștere a fost prințesă a Sardiniei și a Piemontului.
Născută la Torino, Prințesa Maria Giuseppina Luigia a fost al treilea copil și a doua fiică a regelui Victor Amadeus al III-lea al Sardiniei și a soției lui, Infanta Maria Antonietta a Spaniei. Sora sa, Maria Teresa, se va căsători cu cumnatul său, viitorul rege Carol al X-lea al Franței.

## Familie
Maria Giuseppina Luigia di Savoia s-a născut la palatul regal din Torino la 2 septembrie 1753 și a fost al treilea copil și a doua fiică a Prințului Victor Amadeus de Savoia și a soției sale, infanta Maria Antonietta a Spaniei. La momentul nașterii sale, bunicul patern Carol Emanuel al III-lea al Sardiniei era rege al Sardiniei. Părinții ei dețineau titlu de duce și ducesă de Savoia.
Printre frații ei s-au inclus trei regi ai Sardiniei: viitorii Carol Emanuel al IV-lea, Victor Emmanuel I și Carol Felix. Sora sa mai mică,  Maria Carolina, s-a căsătorit cu regele Saxoniei.

## Căsătorie

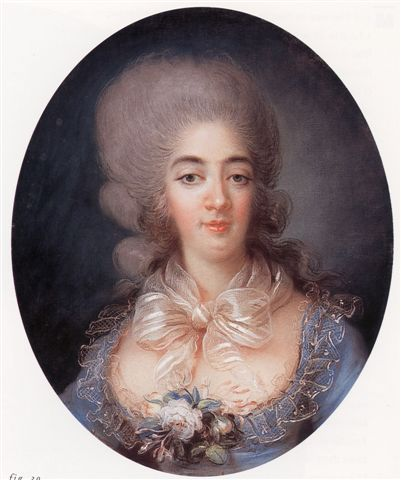
Marie-Joséphine de Savoia

Maria Giuseppina s-a logodit cu prințul francez Louis Stanislas Xavier de Franța, Conte de Provence. Soțul ei a fost viitorul rege Ludovic al XVIII-lea al Franței.
Nunta a avut loc prin procură la 16 aprilie 1771 în Sardinia și în persoană la 14 mai 1771 la Palatul Versailles. Un bal luxos a urmat nunta la 20 mai. 
Noua contesă de Provence era considerată urâtă, plictisitoare și ignorată la curtea Franței. Astăzi știm că aceste zvonuri erau răspândite de susținătorii Mariei Antoaneta în rivalitatea care a apărut curând după ce fratele cel mic, contele de Artois s-a căsătorit cu sora contesei, aducând astfel încă o prințesă savoiardă la Versailles și creând astfel o mică curte piemonteză.
Unele cărți de istorie susțin că mariajul a rămas neconsumat din cauza impotenței lui Louis Stanislas (potrivit Antoniei Fraser), sau a refuzului său de a se culca cu soția sa din cauza lipsei igienei personale a ei. Aparent, ea nu se spăla pe dinți, nu se pensa și nu folosea nici un parfum.
În ciuda faptului că se presupune că Louis Stanislas nu era îndrăgostit nebunește cu soția sa, el s-a lăudat că cei doi se bucură de relații conjugale viguroase. El a declarat că soția lui era gravidă atunci când se știa că Louis Auguste și soția lui Maria Antonia de Austria (Maria Antoaneta), nu au consumat încă căsătoria lor. Din nefericire, sarcina s-a sfârșit printr-un avort spontan.
Delfinul și Louis Stanislas nu aveau o relație foarte bună, se certau adesea, la fel ca și soțiile lor. De fapt, contele de Provence a contestat legitimitatea primului copil al Marie Antoinette și până la nașterea unui moștenitor pe linie masculină, contele a făcut tot ce-a stat în puterea sa de a se promova pe el și pe soția sa ca următorii în linia de succesiune la tron.

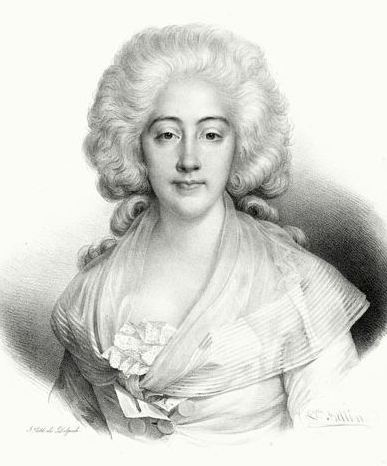
Marie Joséphine de Savoia, Contesă de Provence, după anul 1800.

La decesul bunicului soțului ei, Ludovic al XV-lea al Franței, în 1774, cumnatul ei i-a succedat ca Ludovic al XVI-lea. Soțul ei, contele de Provence a primit titlul de  Monsieur ca al doilea frate al regelui - o tradiție la curtea Franței.  Marie Joséphine a primit titlul de Madame.
A fost însărcinată în 1774 și 1781, însă ambele sarcini au eșuat. În cele din urmă, mariajul a rămas fără moștenitori. Fără copii, fără influență politică, ea s-a raliat împotiva reginei însă fără succes în timp ce soțul ei a orchestrat o opoziție împotriva reginei. Marie Joséphine a trăit retrasă la Versailles.
În timpul revoluției, Marie Joséphine și soțul ei au locuit la Palatul Luxembourg în timp ce restul familiei regale a locuit la Palatul Tuileries. Cuplul de Provence a reușit să scape în Țările de Jos austriece însă familia regală a fost prinsă la Varennes în iunie 1791.
În 1791 Marie Joséphine a plecat în Germania. La 8 iunie 1795, Ludovic al XVII-lea al Franței, singurul fiu supraviețuitor al regelui Ludovic al XVI-lea și a reginei Maria Antoneta a murit în închisoare iar la 16 iunie curtea franceză din exil l-a proclamat pe soțul ei rege al Franței sub numele de Ludovic al XVIII-lea.
În 1798, Marie Joséphine încă locuia în Germania împreună cu o prietenă. Ea a refuzat să participe la nunta nepoatei ei Marie-Thérèse Charlotte cu nepotul ei Louis Antoine d'Artois, duce de Angoulême.
Marie Joséphine a murit de edem la Casa Hartwell, reședința engleză a familiei regale franceze exilate. Înconjurată în ultimele ei zile de curtea franceză, ea și-a cerut iertare pentru greșelile comise în special lui Louis. A fost înmormântată la Westminster Abbey. Un an mai târziu corpul a fost mutat la ordinele lui Louis în regatul Sardiniei.